# 階差数列
階差数列（かいさすうれつ、英: progression of differences, sequence of differences）とは、ある数列に対し、隣り合う項の差をとることによってできる新たな数列のことである。数列の規則性が見えにくい場合でも、階差数列を考えることにより元の数列の素性が分かりやすくなる場合がある。

## 定義
数列 (an) が与えられているとき
{\displaystyle b_{n}=a_{n+1}-a_{n}}
を n-項目の差分または階差 (difference) といい、階差によって定義される数列 (bn) を、数列 (an) の（第 1-）階差数列と呼び、(Δ an) などと表す。(Δ an) の階差数列を (an) の第 2-階差数列と呼び、(Δ2 an) などと表す。以下、帰納的に第 m-階差数列 (Δm an) が定義される。
たとえば、数列 (an) の一般項が
であるとき、(an) の階差数列 (bn) の一般項は
である。

## 定理
数列 (an) の階差数列を (bn) とするとき
が成り立つ。
たとえば
によって定義される数列 (an) の一般項は、この性質を利用して次のように求めることができる。この数列の階差数列を (bn) とすれば、その一般項は
である。よって、n ≧ 2 のとき
が成り立つ。(1) に n = 1 を代入すると a1 = 1 と一致するから、結局、(1) は全ての自然数 n に対して成り立つ。

## 階乗冪
階乗冪の階差は再び階乗冪となる。m を与えられた整数とし、一般項が
{\displaystyle k^{\langle m\rangle }={\begin{cases}k(k-1)(k-2)\cdots (k-m+1)&(m>0)\\1&(m=0)\\1/k(k+1)(k+2)\cdots (k+|m|-1)&(m<0)\end{cases}}}
で定義される数列 (k⟨m⟩)k を考えれば
{\displaystyle {\frac {\;\Delta k^{\langle m\rangle }\!\!\!\!\!}{\,\Delta k}}=mk^{\langle m-1\rangle }}
が成り立つことは簡単な計算でわかる（分母は Δk ≡ 1 だから書いても書かなくても同じだが）。逆に m ≠ −1 のとき k = 1, 2, ..., n − 1 について加えると
{\displaystyle \sum _{k=1}^{n-1}k^{\langle m\rangle }={\frac {1}{m+1}}(n^{\langle m+1\rangle }-1^{\langle m+1\rangle })}
を得る。特に m ≥ 1 のとき k⟨m⟩ を展開することにより、冪和 Si(n) に関する関係式
{\displaystyle {\frac {(n+1)^{\langle m+1\rangle }}{m+1}}=S_{m}(n)-{\frac {m(m-1)}{2}}S_{m-1}(n)+\cdots +(-1)^{m-1}(m-1)!S_{1}(n)}
が得られる。

## 階差表と高階等差数列
もとの数列とその各階の階差数列を並べて表にしたものを階差表という。たとえば、二項係数の階差表はパスカルの三角形であり、調和級数の階差表はライプニッツの調和三角形である（正負の符号は異なる）。
適当な自然数 m に対し、第 m-階差が定数列となるとき、もとの数列を m-階等差数列という。通常の等差数列は、1-階等差数列である。また、0-階等差数列は定数列である。一般項が添字 n の多項式であるような数列は必ず定数列となるような高階階差を持つから、高階等差数列のクラスに含まれる。